# Орзамиев, Хамзат Усманович
Хамзат Усманович Орзамиев (6 октября 1991, Аллерой, Чечено-Ингушская АССР — 5 октября 2014, Грозный) — сотрудник Министерства внутренних дел Российской Федерации, лейтенант полиции, погиб при исполнении служебных обязанностей.

## Биография
Хамзат Усманович Орзамиев родился 6 октября 1991 года в селе Аллерой Курчалоевского района Чечено-Ингушской АССР. Был третьим сыном в семье. С золотой медалью в 2009 году окончил гимназию № 1 имени Ахмата Кадырова в городе Грозном, после чего поступил в Ростовский юридический институт Министерства внутренних дел Российской Федерации. В 2014 году завершил обучение, после чего вернулся в Грозный и поступил на службу в органы внутренних дел.
Спустя всего три месяца после окончания юридического института Орзамиев погиб при исполнении служебных обязанностей. Произошло это при следующих обстоятельствах. Вместе со своими сослуживцами он обеспечивал безопасность проведения массового мероприятия в концертном зале «Грозный-Сити». Находясь непосредственно около рамки металлоискателя, он следил за движением людей, стремившихся попасть на концерт, приуроченный к празднику — Дню города Грозного. Примерно в 17:00 около входа в концертный зал появился молодой человек, вызвавший подозрение у полицейских. При попытке остановить его и провести досмотр произошёл взрыв. Неизвестный оказался террористом-смертником, намеревавшимся совершить террористический акт на мероприятии.
В результате взрыва погибли 5 сотрудников Министерства внутренних дел Российской Федерации по Чеченской Республике, в том числе и лейтенант полиции Хамзат Усманович Орзамиев. Ещё 12 полицейских получили ранения различной степени тяжести. Позднее была установлена личность террориста — им оказалось 19-летний Апти Мударов.
Указом Президента Российской Федерации лейтенант полиции Хамзат Усманович Орзамиев посмертно был удостоен ордена Мужества.

## Память
- Именем Орзамиева названа улица в городе Грозном (до переименования — улица Розы Люксембург)[4].